# Friedrich Roesch
Friedrich Rösch, també Friedrich Roesch   (Memmingen, 12 de desembre de 1862 - Berlín, 29 d'octubre de 1925)m fou un compositor alemany. Estudià lleis a Múnic, simultaniejant aquests estudis amb els de la música. Després dirigí la Societat Acadèmica de Cant. A partir de 1888 es consagrà de manera completa al seu art, i residí successivament a Berlín, Sant Petersburg, Múnic i novament a Berlín. Junt amb Richard Strauss i altres companys organitzà la Genossenschaft Deutscher Komponisten (1898) i una oficina per al cobrament de drets d'autor. Entre les seves obres hi ha Heiliger Antonius (composta expressament a la Societat Acadèmica de Cant); diversos madrigals a 4 veus d'homes i a 4 veus mixtes; lieder, etc. A més va escriure una notable monografia: Musicästhetische Streitfragen (Leipzig, 1897).